# Sascha Weidner
Pour les articles homonymes, voir Weidner.
Sascha Weidner (né le 1er août 1974 à Georgsmarienhütte et mort le 9 avril 2015 à Norden en Basse-Saxe) est un photographe et artiste allemand qui a vécu et travaillé à Belm et Berlin. L’œuvre de Weidner s’attache à la création d’un univers visuel radicalement subjectif. Caractérisées par des perceptions, des aspirations et un langage visuel du subconscient, ses photographies ont fait l’objet d’expositions et de publications dans le monde entier.

## Vie
Dès sa jeunesse, Weidner s’intéresse aux arts et en particulier à la peinture qu’il pratique de manière assidue. Après un séjour à l’étranger de 1992 à 1993 à Solon (Ohio), aux États-Unis, il obtient son baccalauréat en 1995 au lycée Graf-Stauffenberg d'Osnabrück. Sascha Weidner entame ensuite en 1996 des études d’arts plastiques et de communication visuelle à la Hochschule für Bildende Künste Braunschweig (École supérieure des beaux-arts de Brunswick, Allemagne). Il décroche son diplôme avec les félicitations du jury en 2004. Cette même année, il est également « Meisterschüler » (titre allemand pouvant être acquis en fin de formation des beaux-arts par les meilleurs élèves) en arts plastiques, spécialité photographie, auprès de Dörte Eißfeld. Après ses études, il travaille en tant qu’artiste indépendant à Belm et Berlin.
Les nombreux voyages que Sascha Weidner entreprend, notamment grâce à l’obtention de bourses de travail, marquent profondément son travail photographique. En 2004 et 2006, il séjourne plusieurs mois à Los Angeles par le biais de l’Office allemand d'échanges universitaires (DAAD). En 2013, il est pensionnaire de la Villa Kamogawa (résidence d’artistes du Goethe-Institut) à Kyoto au Japon et en 2014, il réside deux mois au Three Shadows Photography Art Centre de Pékin, en Chine.
De 2010 à 2012, Sascha Weidner est maître de conférences à l’académie publique des beaux-arts de Stuttgart (« Staatliche Akademie der Bildenden Künste Stuttgart ») où il enseigne la photographie artistique. Il est nommé membre de l’académie de la photographie allemande (« Deutsche Fotografische Akademie ») en 2012.
Sascha Weidner décède subitement des suites d’une crise cardiaque le 9 avril 2015.
Son œuvre a été récompensée entre autres en 2011 par le prix de la fondation pour l’art photographique (« Stiftungspreis für Fotokunst 2011 ») de la fondation Alison & Peter Klein et en 2010 par le prix des jeunes artistes de l'académie des arts de Berlin (« Junger Kunstpreis für Film- und Medienkunst Berlin der Akademie der Künste ».)
L’œuvre de Sascha Weidner a été présentée en Allemagne et à l’étranger dans le cadre d’expositions individuelles et collectives.

## Œuvre
Sascha Weidner se décrivait comme un « voyageur porté par un élan romantique » et soulignait le caractère hautement subjectif de son univers pictural. La photographie était le moyen d‘expression artistique qu’il avait choisi pour tisser des liens entre le monde réel et ses images intérieures. Ses expéditions photographiques souvent à caractère biographique ont donné naissance à des essais picturaux qui traitent de questions essentielles de l’existence humaine.
Fruit d’une période créative intense de plus de dix ans, ses archives photographiques font l’objet d‘associations sans cesse renouvelées dans lesquelles, selon lui, « tout est important : le culturel, les catastrophes, les clichés, le banal, le politique ». Sascha Weidner puise pour cela dans des collections de photos de famille du passé, dans ses propres travaux, dans des images empruntées par exemple aux médias de masse ou encore à l’histoire de l’art. Les frontières entre authentique et mise en scène s‘estompent, soulignant l’atmosphère quelquefois suggestive et souvent irréelle de la réalité.
Ses sujets et les titres de ses œuvres et de ses expositions font référence à sa vie et sont des métaphores de son propre vécu. On peut citer par exemple : Bis es weh tut [« Jusqu’à la douleur »], Was übrig bleibt [« Ce qui reste »], The presence of absence [« La présence de l’absence »], Bleiben ist nirgends [« Rester n’est nulle part »], Beauty remains [« La beauté reste »] ou Am Wasser gebaut [« Construit au bord de l’eau »].
Le canon esthétique de Sascha Weidner trouve ses origines dans la manière dont la jeunesse aborde l’existence et raconte les « perceptions, désirs et images rêvées des générations qui ont vécu leur jeunesse dans les années 1980, 90 et 2000. » C’est pourquoi l’approche de Sascha Weidner est à la fois le reflet contemporain de ces périodes et témoigne en même temps d’une véritable méditation artistique sur les espaces réels et les espaces pensés.
Sascher Weidner porte un regard à la fois mélancolique et archaïque sur le monde. Les motifs de ses schémas picturaux nous renvoient aux polarités inhérentes à l‘existence humaine, la vie et la mort, la beauté et l’éphémère, mais aussi aux questions fondamentales sur l’origine, l’identité et l’auto-détermination. Ainsi, bien au-delà de sa propre expérience, c’est sur la vie en soi que se penche Sascha Weidner.
Sascha Weidner concevait ses installations temporaires comme le lieu d’ouverture à de nouveaux champs d’expérimentation, souvent fondés sur des interactions entre le média et le spectateur. La cohabitation entre image et texte constituait aussi une invitation à prolonger la réflexion sur son univers pictural, ordonné et construit autour d’associations toujours nouvelles.
Du point de vue de la méthode et des motivations, la quête sincère, authentique et sans détour de Sascha Weidner s’ancre profondément dans la tradition de photographes tels que Nan Goldin, Larry Clark ou Juergen Teller. La manière dont il conçoit ses séries de photos, leur composition et leurs coloris nuancés font aussi écho à la légèreté et à la perméabilité des créations élémentaires et très symboliques de la photographe japonaise Rinko Kawauchi.

## Expositions

### Expositions individuelles
- 2017 : IT’S ALL CONNECTED SOMEHOW, Sprengel Museum, Hanovre, Allemagne

- 2016 : Was übrig bleibt, Fotografie Forum Frankfurt, Francfort-sur-le-Main, Allemagne

- 2015 :   Sascha Weidner. Fotografie (Sascha Weidner. Photographe), RAY Fotografietriennale, Francfort-sur-le-Main, Allemagne
- 2014 : The Absence of Presence, Galerie Conrads, Düsseldorf, Allemagne
- 2014 : Aokigahara, Galerie Pavlov’s Dog, Berlin, Allemagne
- 2013 : A part of it, VGH Galerie, Hanovre, Allemagne
- 2013 : Do not alight here, Hellenic Centre for Photography, Athènes, Grèce
- 2013 : Sascha Weidner – Selected Works, Circuito Aperto, Centro Culturale Altinate San Gaeta, Padoue, Italie
- 2012 : Die Leiden des jungen W / The Sorrows of young W, Institut Goethe, Prague, République Tchèque
- 2012 : Die Bilder der Anderen / The Pictures of Others, Institut Goethe, Prague, République tchèque
- 2012 : Just let go, fo.ku.s, Innsbruck, Autriche
- 2012 : Unveiled : The Sydney Project, Australian Centre for Photography, Sydney, Australie
- 2011 : Stiftungspreis für Fotokunst 2011, Kunstwerk, Nussdorf (commune d'Eberdingen), Allemagne
- 2011 : Revolve, Galeria Toni Tàpies, Barcelone, Espagne
- 2011 : Seit Morgen / Since Tomorrow / Depuis Demain, C/O Berlin, Berlin, Allemagne
- 2009 : Was übrig bleibt, Museum für Photographie, Brunswick, Allemagne
- 2009 : To be handled carefully, Galerie Zur Stockeregg, Zurich, Suisse
- 2009 : Am Wasser gebaut, Zephyr, Reiss-Engelhorn-Museen, Mannheim, Allemagne
- 2008 : Bis es wehtut, Kunstverein Wolfenbüttel, Wolfenbüttel, Allemagne
- 2008 : Enduring Beauty, Galerie Conrads, Düsseldorf, Allemagne
- 2007 : Let there be Light, Europacenter, Berlin, Allemagne
- 2007 : Enduring Beauty, Galeria Toni Tàpies, Barcelone, Espagne
- 2007 : Bleiben ist nirgends, FOAM, Amsterdam, Pays-Bas
- 2006 : Beauty Remains, Art Foyer DZ BANK Kunstsammlung, Francfort-sur-le-Main, Allemagne
- 2005 : Untold, Junge Kunst e.V., Wolfsbourg, Allemagne

### Expositions collectives
- 2016 : unterwegs/on journeys, Galerie Conrads, Düsseldorf, Allemagne
- 2015 : Our Collectors, our Donors, Sprengel Museum Hanover, Hanovre, Allemagne
- 2015 : Quiet Moments, Fremantle Arts Center, Fremantle, Australie
- 2015 : Thinking. Acting. Reflecting., SAP, Walldorf, Allemagne
- 2014 : Urban Spirit, Galerie Christophe Guye, Zurich, Suisse
- 2014 : Hängung #12 – Weltenträumen”, Sammlung Klein, Nussdorf, Allemagne
- 2014 : Portraying Visions, Wittenstein AG, Igersheim, Allemagne
- 2014 : WILD – Animals in Contemporary Photography / Tiere in der zeitgenössischen Fotografie, Alfred Ehrhardt Stiftung, Berlin, Allemagne
- 2014 : The Youth Code, Galerie Christophe Guye, Zurich, Suisse
- 2014 : Mit den Augen Düsseldorfer Galeristen – Zeitgenössische Fotografie, E.ON Galerie, Düsseldorf, Allemagne
- 2013 : Murakami & Weidner, A.P.P. Gallery, Kyoto, Japon
- 2013 : Welt, Reisen, Selbst, Suche, Deutsche Fotografische Akademie, Galerie Altes Rathaus Musberg, Musberg, Allemagne
- 2013 : Heute kein Plenum – 20 Jahre Klasse Eißfeldt, 267 Quartiere für zeitgenössische Kunst und Fotografie, Brunswick, Allemagne
- 2012 Hijacked 2 – Australian and German Photography, Zephyr, Reiss-Engelhorn-Museen, Mannheim, Allemagne
- 2012 : Fame, Art Foyer DZ BANK Kunstsammlung, Francfort-sur-le-Main, Allemagne
- 2012 : Dark Sights, Art Foyer DZ BANK Kunstsammlung, Francfort-sur-le-Main, Allemagne
- 2011 : Traummänner – Starfotografen zeigen ihre Vision vom Idealn, Deichtorhallen, Hambourg, Allemagne
- 2011 : Internationaler WeldeKunstpreis 2011 Fotografie, Kunstverein Leimen, Leimen, Allemagne
- 2011 : Salon Salder 2011 – Neue Kunst aus Niedersachsen, Schloss Salder, Salzgitter, Allemagne
- 2010 : Photography Group Show, Galerie van der Mieden, Anvers, Belgique
- 2010 : Hijacked 2 – Australian and German Photography, Monash Gallery of Art, Melbourne, Australie
- 2009 : Leichtigkeit und Enthusiasmus – Junge Kunst und die Moderne, Kunstmuseum Wolfsburg, Wolfsbourg, Allemagne
- 2009 : Pioneering Colour Photography meets Contemporary, Galerie Zur Stockeregg, Zürich
- 2009 : Los Angeles — Berlin, Arthaus, Venice, États-Unis
- 2008 : Land / Scaped, Filiale Berlin, Berlin, Allemagne
- 2007 : Sublime, Römer 9, Francfort-sur-le-Main, Allemagne
- 2007 : Concept: Photography – Dialogues & Attitudes”, Ludwig Museum – Museum of Contemporary Art, Budapest, Hongrie
- 2006 Eißfeldts Meister, APEX Kunstverein pro art, Göttingen, Allemagne

## Prix et bourses
- 2014 Résidence d’artistes Institut Goethe, Three Shadows Photography Art Centre, Pékin, Chine
- 2014 Entrepreneur 4.0 Award pour Photographie
- 2013 Otto-Steinert-Preis 2013 (finaliste)
- 2013 Résidence d’artistes, Institut Goethe, Villa Kamogawa, Kyoto, Japon
- 2012 Résidence d’artistes, COFA, Sydney, Australie
- 2011 Stiftungspreis für Fotografie 2011, Fondation Alison & Peter W. Klein, Kunstwerk, Nussdorf
- 2011 Internationaler Weldekunstpreis für Fotografie (Shortlist)
- 2010 Berliner Kunstpreis, Förderpreis Film- und Medienkunst, Académie des arts, Berlin
- 2009 Prix BMW Paris Photo (Shortlist)
- 2007 Résidence d’artistes Künstlerhaus Lukas, Ahrenshoop
- 2006 DAAD bourse (Beaux-Arts), Los Angeles, États-Unis
- 2005 Förderpreis Fotografie, nbank, Hanovre
- 2004 Otto-Steinert-Preis 2004, (Nomination d'honneur)
- 2004 DAAD bourse (Beaux-Arts), Los Angeles, États-Unis
- 2003 Résidence d’artistes Villa Vigoni, Loveno di Menaggio, Italie
- 2003 Phaenographie Award
- 2001 International Polaroid Award (première place)
- 2000 Elite 2000, Nord-LB